# Heves vármegye története
Heves vármegye (németül: Komitat Hewesch, latinul: Comitatus Hevesiensis) közigazgatási egység volt a Magyar Királyság középső részén. A 16. századi török hódítástól 1876-ig Külső-Szolnok vármegyével egyesítve Heves és Külső-Szolnok vármegyeként működött. A mai Heves vármegye területe nagyrészt megegyezik vele. Központja Eger volt.

## Földrajz
Heves vármegye területe északon hegység, délen és délkeleten síkság volt. Északi részét a Mátra foglalta el, délkeleten pedig az Alföld egy részén feküdt. A vármegye legfontosabb folyói a Tisza és a Zagyva voltak. Északról Gömör és Kishont vármegye, északkeletről Borsod vármegye, keletről Hajdú vármegye, délről Jász-Nagykun-Szolnok vármegye, nyugatról Pest-Pilis-Solt-Kiskun vármegye, északnyugatról pedig Nógrád vármegye határolta.
A 15. században Heves megye északi határa Gömör megye volt és nem sokban tért el a XX. század elejei állapottól. Nyugat felé a Zagyva folyó volt a természetes határ Hatvanig, déli irányban egészen a jász területekig húzódott, oda egy-egy faluval beékelődve (Monostor, Mizse, Alattyán, Kér, Jánoshida stb.), majd a Szolnok határában fekvő Kürü községnél átlépve a Tisza folyón magába foglalt még néhány tiszántúli települést is (Szakállas, Fegyvernek, Tomaj, Örs, Nagyiván és Tiszafüred). Borsod vármegyétől keleten az Egerpatak választotta el, s ezért Eger városnak a vízen túli részei többször vita tárgyát képezték.

## Történelem
István király önálló Heves vármegyét nem szervezett, hanem egy nagy, kezdetben összefüggő Újvár megyét a későbbi abaúji és hevesi területeken. 
Újvár megye mátraalji részének Heves vár lett a központja, melyet az újvári ispántól függő hevesi udvarispán igazgatott. Az Újvár megyétől való elszakadás a 13. században még nem következett be, az Abaújvár névvel párhuzamosan használt Hevesújvár elnevezés még az összetartozásra utal, de 1323-ban, mikor a hevesújvári ispán négy szolgabíróval feltűnik, már önálló Heves vármegyéről beszélhetünk.
A XV. század elejéig a megyét még Hevesújvár megye néven említik, a Heves vármegye nevet a század végétől használják. A XV. század végén a megyében 5500 volt az adó alá eső házhelyek száma, 279 a falvak és külső lakott helyek, 17 a városok és mezővárosok száma. A század folyamán különösen a Jászság és a Kunság községeivel történt meg, hogy hol Heves, hol Békés, hol Szolnok megyéhez tartoztak. A század végén a Nagykunság (Kolbászszék néven) levált Heves megyétől.
Az Oszmán Birodalom uralma alatt állt 1596–1687 között. A török hódítástól az 1876-os megyerendezésig egyesítve volt Külső-Szolnok vármegyével Heves és Külső-Szolnok vármegye néven.
A második világháború után az 1945-ös megyerendezés során idecsatoltak néhány községet Borsodtól. Néhány ekkor elhatározott átcsatolás végrehajtását elhalasztották, így csak 1950-ben került sor Heves és Nógrád határának kiigazítására Pásztó és Lőrinci környékén. Egyáltalán nem került sor Egyek és Tiszacsege szintén tervbe vett idecsatolására Hajdú vármegyétől.
Az 1950-es megyerendezés során a fent említetteken túl további községeket csatoltak Heveshez Borsod és Pest-Pilis-Solt megyétől, továbbá a Tiszától keletre fekvő községeket Szolnok megyéhez csatolták, ellentétben az 1945-ös tervvel, mely szerint itt Heves még terjeszkedett is volna Hajdú vármegye rovására.

## Lakosság
A vármegye összlakossága 1910-ben 277 656 fő volt, ebből:
- 274 879 (99%) magyar
- 2 777 (1%) német és szlovák

## Közigazgatás

### Járási beosztás
A vármegye 1876-tól eleinte nyolc, majd hét járásra oszlott, melyek határai sokszor változtak, végül az 1880-as évek közepére kialakult és állandóvá vált az 1950-ig fennálló hat járás neve és székhelye, sőt többé-kevésbé határaik is.
1877
Önállóvá válása után, 1877-ben az alábbi nyolc járásra oszlott a megye:
1. Gyöngyös-patai járás
2. Gyöngyös-pásztói járás
3. Mátrai alsó járás
4. Mátrai felső járás
5. Tarnai alsó járás
6. Tarnai felső járás
7. Tarnai közép járás
8. Tiszai járás

1888-1950
Az 1880-as évek közepétől az alábbi hat járás állandósult (zárójelben a székhely):
1. Egri járás (Eger)
2. Gyöngyösi járás (Gyöngyös)
3. Hatvani járás (Hatvan)
4. Hevesi járás (Heves)
5. Pétervásárai járás (Pétervására)
6. Tiszafüredi járás (Tiszafüred)

### Városai
1876-ban két rendezett tanácsú város (illetve 1929-től megváltozott elnevezéssel: megyei város) tartozott hozzá, Eger és Gyöngyös, melyekhez harmadikként Hatvan csatlakozott 1945-ben.